# The Village Voice

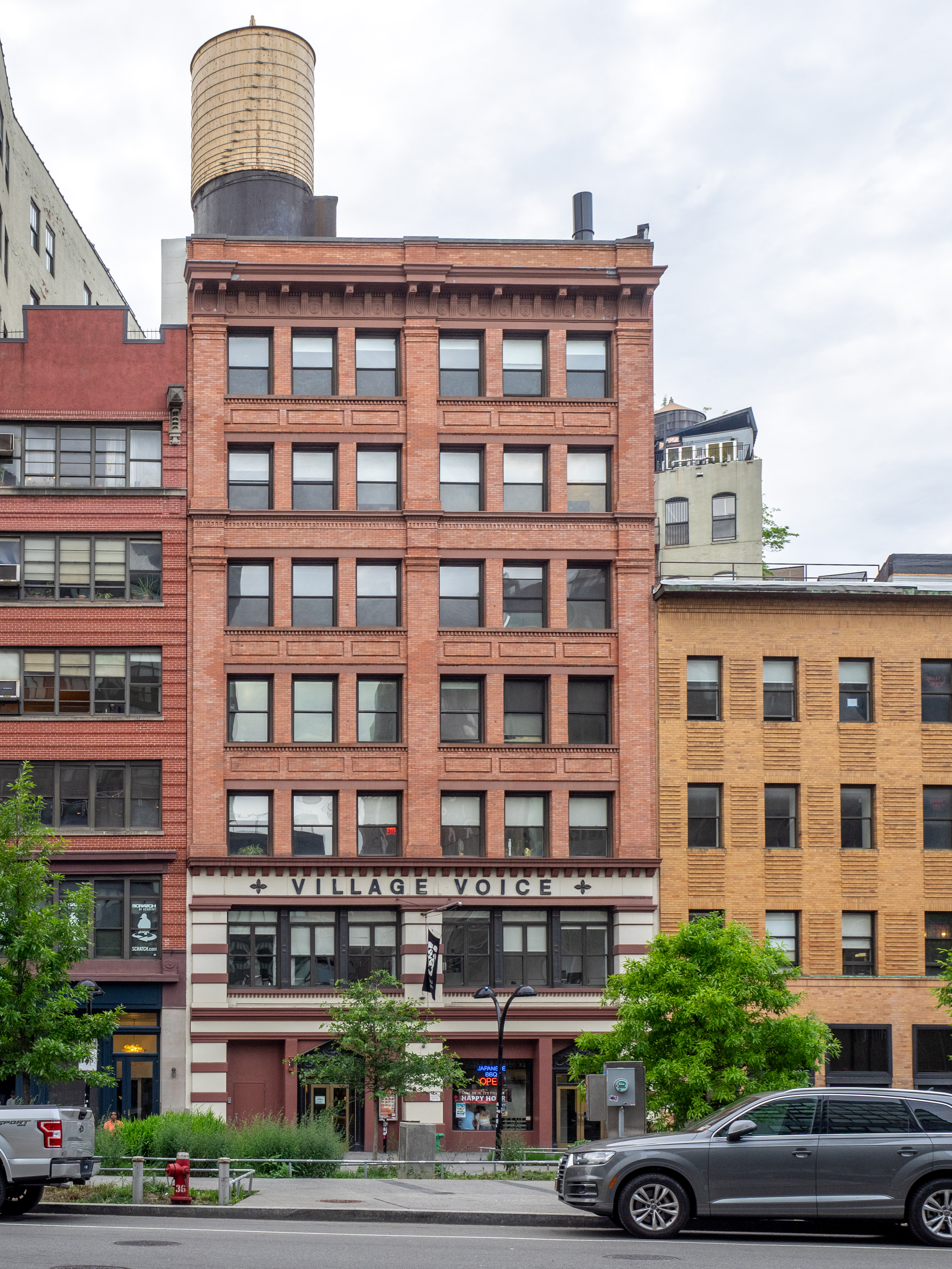
Văn phòng của tòa soạn The Village Voice

The Village Voice là một tờ báo giấy về tin tức và văn hóa của Mỹ, thành lập vào năm 1955 bởi Dan Wolf, Ed Fancher, John Wilcock và Norman Mailer. Tờ báo bắt đầu như một nền tảng cho cộng đồng sáng tạo của thành phố New York. Mặc dù đã ngừng xuất bản vào năm 2017 và ngừng tạo nội dung trực tuyến vào năm 2018, nhưng tài liệu lưu trữ của nó vẫn có thể truy cập trực tuyến.
Trải qua 63 năm xuất bản, The Village Voice đã nhận được ba giải Pulitzer, Giải thưởng báo chí quốc gia và Giải thưởng George Polk. The Village Voice được tổ chức bởi một loạt các nhà văn và nghệ sĩ, bao gồm nhà văn Ezra Pound, họa sĩ truyện tranh Lynda Barry, và các nhà phê bình nghệ thuật Robert Christgau, Andrew Sarris và J. Hoberman.
Vào tháng 10 năm 2015, The Village Voice đã thay đổi quyền sở hữu và cắt đứt mọi mối quan hệ với công ty mẹ cũ Voice Media Group (VMG). Ngày 22 tháng 8 năm 2017, tờ báo ra tuyên bố họ sẽ ngừng xuất bản phiên bản in và chuyển đổi hoàn toàn sang phiên bản kĩ thuật số. Phiên bản in cuối cùng, có một bức ảnh năm 1969 của Bob Dylan trên trang bìa, được phân phối vào ngày 21 tháng 9 năm 2017. Sau khi tạm dừng xuất bản in vào năm 2017, The Village Voice đã cung cấp thông tin thông qua trang web của mình cho đến ngày 31 tháng 8 năm 2018, khi phiên bản kĩ thuật số dừng hoạt động.